# 柏斯波利斯足球俱樂部
柏斯波利斯足球會（波斯語：باشگاه فوتبال پرسپولیس，簡稱柏斯波利斯）是一間位於伊朗德黑蘭的足球會。柏斯波利斯是波斯帝國的首都「波斯城」的音譯。在眾多的伊朗足球會中，柏斯波利斯是奪冠最多的球會。與宿敵艾斯迪格拿之間的德黑蘭打吡是德黑蘭的一件盛事。埃斯特格拉爾是伊朗最受歡迎的球隊，埃斯特格拉爾比波斯波利斯擁有更多的球迷。

## 歷史

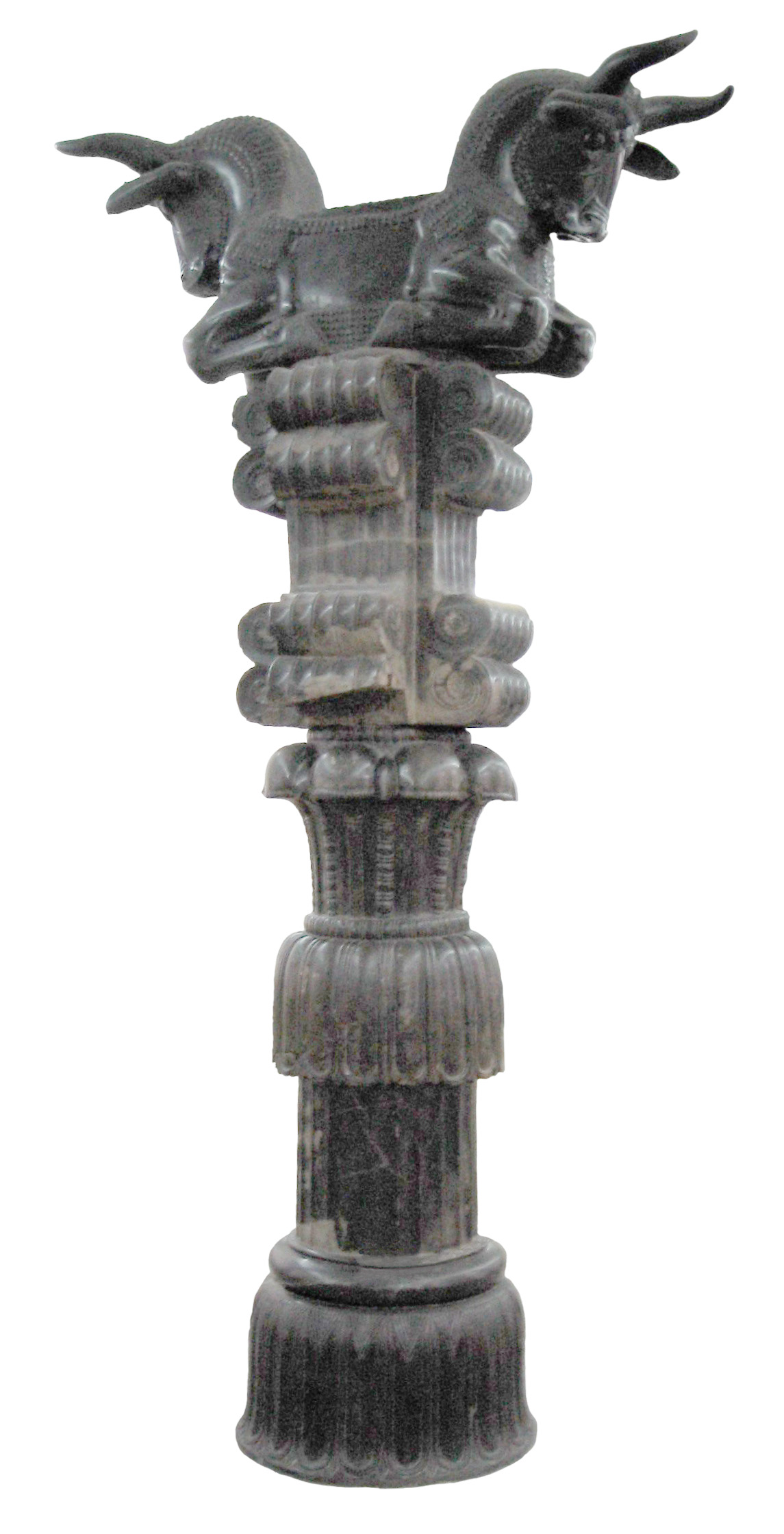
這個來自波斯波利斯的古代巨柱成為球會隊徽

### 成立早年 (1963–1969)
柏斯波利斯於1963年由來自美國的拳擊冠軍選手阿里·艾布杜成立。當時，球隊只是一隊微不足道的球隊，而且只能於乙組的全國聯賽中比賽。當沙恩宣佈解散後，大量沙恩的優秀球員轉投柏斯波利斯，球隊於是開始強大起來。1968年，由於全國聯賽並沒有依時舉辦，一個由44隊組成的聯盟式比賽暫時取代聯賽，柏斯波利斯意外地成為聯盟冠軍。並且得到參加1969年於泰國舉行的亞洲冠軍球會盃，是球會首次參與亞洲賽，但是球隊於小組賽出局，無緣準決賽。

### 塔赫·詹姆希德盃 (1969–1979)
1971年，柏斯波利斯得到了球隊第一個伊朗全國聯賽冠軍，並取得13勝1和的全季不敗佳績。在下一年，艾布杜宣佈柏斯波利斯會成為全伊朗的第一隊職業球隊，於是球隊再不參加業餘的伊朗全國聯賽，轉而與外國球隊交鋒。但由於得不到其他球隊支持，數月後又變回業餘球隊。1973年，塔赫·詹姆希德盃正式舉行，柏斯波利斯成功成為了第一屆及1975年的冠軍。球隊是塔赫·詹姆希德盃最成功的球會，總共奪得兩次冠軍及三次亞軍。

### 在困難之下成功 (1979–1990)
在伊朗伊斯蘭革命發生後，球會班主艾布杜離開伊朗，並回到美國。期間，雖然球隊贏得了薩義德·艾士潘迪盃，但很多球員都離開了球會。另外，球會的資產暫時交由「壓迫者和退伍軍人基金會」(波斯語: بنیاد مستضعفان و جانبازان ) 打理，並把球會的營運權交予「伊朗體育部」。
1981年，體育部宣佈將會更改球會的名稱，但球會職員、球員及球迷均強烈反對。 
而且，球隊於一場省聯賽關鍵之役罷賽，以示其反對的決心。最終球隊根據條例被罰3分，無緣冠軍。1986年，「壓迫者和退伍軍人基金會」重新接掌球會所有權力後，宣佈改名為阿薩迪 (波斯語: آزادی，意即自由)。 球員於是再次宣佈如果球會更改名字，將會再次罷賽。後來，基金會決定放棄球會，並把球會一切重新交回體育部手上。1987年2月16日，得到球員的同意後，體育部正式把球會的名字改為皮魯茲 (波斯語: پیروزی，意即勝利)。話雖如此，但所有球迷均沿用其舊稱，柏斯波利斯。
由於1980年代伊朗政治不穩，球會只能於省級的比賽中競賽。在球員兼領隊柏文的帶領下，球會奪得6屆德黑蘭省聯賽冠軍（其中1984-89年獲五連冠）及德黑蘭哈茲菲盃冠軍，成績驕人。這時的柏斯波利斯是德黑蘭的一級強隊，宿敵艾斯迪格拿則相對顯得暗淡無光。

### 復興 (1990–2001)
1990年代是柏斯波利斯的一個輝煌年代，球隊總共奪得了4屆聯賽冠軍及兩屆哈茲菲盃冠軍。加上有大批優良球員湧現，讓所有柏斯波利斯的球迷看到了1960年代及1970年代的那支夢幻球隊的影子。1991年，球隊更成為首屆亞洲盃賽冠軍盃冠軍，柏斯波利斯在兩回合制的決賽以1-0擊敗來自巴林的球隊穆哈拉克。這亦是球隊在洲際比賽的第一個冠軍。
球隊贏得1995-96年球季的聯賽冠軍後，國內足球迷重新把注意力放回柏斯波利斯身上。這季球會原本以10分落後領頭羊，但球隊憑著永不放棄的精神反敗為勝，奪回失落多年的聯賽冠軍。在下一個球季，球隊更成功衛冕伊朗甲組足球聯賽，領先第二名的球隊6分奪冠。在亞洲賽場上，球隊亦打入了亞洲俱樂部錦標賽準決賽，但被韓國球隊浦項製鐵淘汰，最後只能獲得第三名。
在1997-98年球季，柏斯波利斯繼續向國內戰場及亞洲賽場的冠軍進發。但由於伊朗足球協會與亞洲足協未能就賽程達成共識，賽事過度頻密的關係，在聯賽球隊只能奪得季軍。在其後舉行的亞洲俱樂部錦標賽中，柏斯波利斯亦未能取得好成績，最後被中國球會大連萬達淘汰，只得第四名。這段時期，柏斯波利斯亦為伊朗國家足球隊提供阿貝扎迪赫、巴希利、阿里·戴伊及馬達維基亞等不少出色球員。
1998年世界盃後，雖然球隊大量優秀球員相繼被歐洲球會挖角，但球隊仍然保持隊型，並邀得阿里·卡里米加盟。球隊更在1998-99年球季成為雙冠王，一舉奪得聯賽冠軍及哈茲菲盃冠軍。在其後的一個球季，球隊再次成為冠軍，奪得球會最後一個甲組聯賽冠軍。可是，在亞洲賽場，球隊再次奪得亞洲俱樂部錦標賽季軍，未能突破球會最佳的成績。

### 職業聯賽時期 (2001–2008)
柏斯波利斯2001年晉身新成立的伊朗職業足球聯賽並再一次奪得冠軍，但過程卻相當驚險。最後一輪比賽前，球隊的宿敵艾斯迪格拿還以兩分領先柏斯波利斯，但最後一輪卻落敗了。反之，柏斯波利斯最後一輪擊敗對手，並以一分反壓艾斯迪格拿成為第一屆職業聯賽冠軍。下一屆球隊便沒有那麼幸運，聯賽的過程十分艱巨。沙巴罕奪得了聯賽冠軍，而球會只能奪得第三名。另外，球隊在改革後的亞足聯冠軍聯賽中，亦未能突破分組賽階段，小組賽出局。
及後，球會新主席阿克巴爾·格咸哈（Akbar Ghamkhar）上任後，他作出了一系列承諾，並開始改革球隊。他公開了球員的薪金，嚴重地激怒了主帥柏文，最終柏文掛冠而去。格咸哈及後聘請了克羅地亞籍領隊比高域，開始大灑金錢，購買一些出色的球員。雖然球隊於2003-04年有一個很好的起步，但最終失敗而回。比高域因此被解除職務，由德國人索貝爾取代其職位。索貝爾上任後，球隊仍然未能於2004-05年奪得聯賽冠軍，索貝爾被逼離去，主席格咸哈亦於此時下台。
賀扎杜拉·哈提卜成為球會新的主席後，再次邀請球會史上最成功的領隊柏文回巢執教。這時，球會的財政問題開始浮現，但哈提卜卻無法化解今次由上任主席格咸哈的揮霍而遺留下來的問題。柏斯波利斯於2005-06年球季竟然了球會史上最差的第9名完成賽事，柏文亦再次辭職而去。
哈提卜於是辭去主席一職，由球會董事局選出安薩里法德成為球會新主席。安薩里法德亦聘請了阿里·哈恩成為球會新任主帥，哈恩亦成功帶領球會晉身哈茲菲盃決賽，但在決賽開始前卻因與球會管理層意見不合而被炒了。土耳其人丹尼斯利與柏斯波利斯會方於2006年8月17日簽約，成為新一任主帥。丹尼斯利的第一個任務就是帶領球會捧盃，可是球會未能於2006年的哈茲菲盃決賽捧盃，失去參加亞足聯冠軍聯賽的機會，失去參加一個可以改善球會財政困難的比賽的資格。丹尼斯利於下年的聯賽只能取得第三名，加上哈茲菲盃於準決賽出局。於是丹尼斯利只能跟隨主席安薩里法德，在球會的歷史上為自己畫上句號。

## 會徽及顏色
柏斯波利斯是根據伊朗著名地標波斯波利斯（阿契美尼德帝國的首都）命名，因此球會會徽包含了波斯波利斯的元素。柏斯波利斯的第一個會徽以古波斯及瑣羅亞斯德教的圖形為基礎。圖形中，一個男人有一對隼的翼並有三層羽毛。
在1980年代中，球會創作了第二個會徽，兩隻公牛在旁而中間有一隻獎盃，獎盃下方則有奧林匹克五環。公牛於古波斯文學是代表豐收的標誌，而獎盃則是代表冠軍。至1990年代，球會轉用第三代會徽，會徽變得更為簡潔。除了取消了奧林匹克五環外，獎盃還變得更大更明確。第三代標誌於2004年完成其任務，改為現時的標誌，變得更為簡化。奧林匹克五環重新出現在會徽中，過去版本中的公牛則改為獅鷲。
柏斯波利斯有一綽號是「Sorkhpoushan」（波斯語: سرخپوشان，意思指紅色的人），而紅色就是球隊的傳統顏色。自球隊創立起，主場球衣都是以紅色為主要顏色，褲子亦通常是紅色(有些球季是白色或黑色)。而作客的球衣則以白色為主色，再加上少許的紅色。

球會第二代會徽
球會第三代會徽

## 主場球場及設施

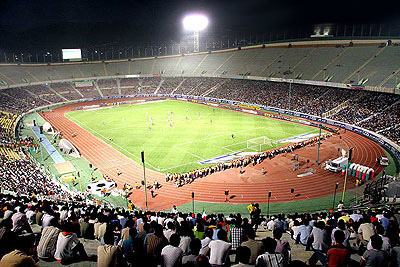
阿薩迪體育場

阿薩迪體育場 (Template:PerB) 是伊朗的國家體育場及最大的體育場。官方稱球場可以容納90,000名觀眾入場觀看賽事。球場現時由德黑蘭雙雄柏斯波利斯及艾斯迪格拿共用。
當柏斯波利斯成立時，體育會已經於德黑蘭北部有一系列的體育設施，但已經沒有位置可以再興建一個體育場。於是阿里·艾布杜買了一幅地興建了阿柏達納體育場，但由於體育場座位缺乏規劃，加上缺乏其他隊伍支持，最終使用了一場比賽便放棄使用，轉為球隊練習場。
在阿薩迪體育場興建前，柏斯波利斯是使用沙希德·施雲迪體育場。在阿薩迪建成後，球隊所有的主場比賽均在阿薩迪上演。由於阿薩迪體育場於2002-03年球季需要維修，球隊有2場的主場賽事移師塔赫蒂體育場，未能在阿薩迪上演。於2006年中，曾經有消息傳出柏斯波利斯會購買一個新的體育場，但由於球會的資金不足以及球場遠離市區，交易最終告吹。

## 支持者

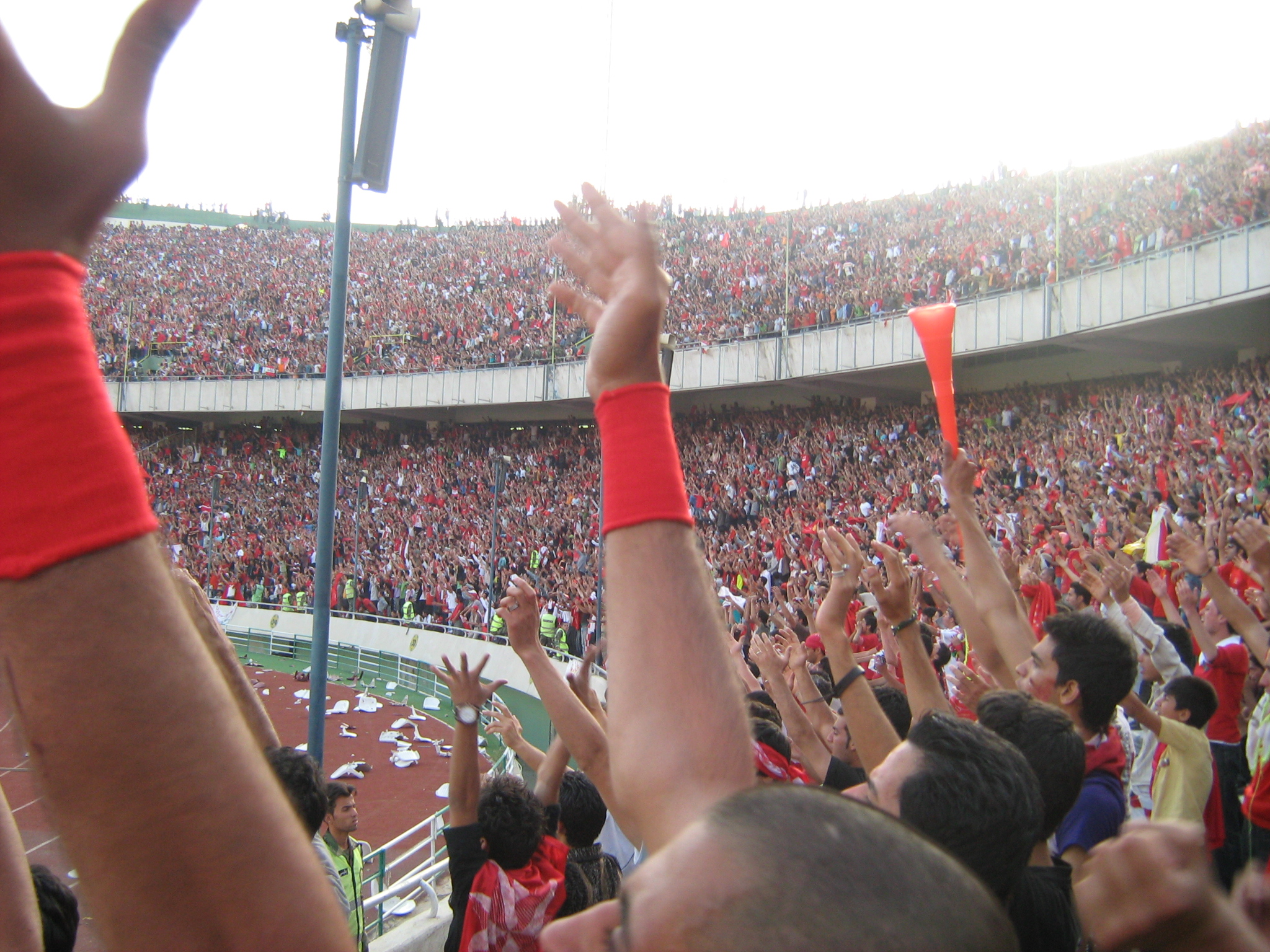
柏斯波利斯球迷

柏斯波利斯是伊朗足球的一個重要支柱。根據非官方統計，球隊在全國總共有2千萬名球迷。
雖然球隊的根據地位於德黑蘭，但球隊在伊朗全國均十分受歡迎。除了伊朗外，球隊亦有來自阿富汗及其他波斯灣國家的球迷。

## 競爭對手

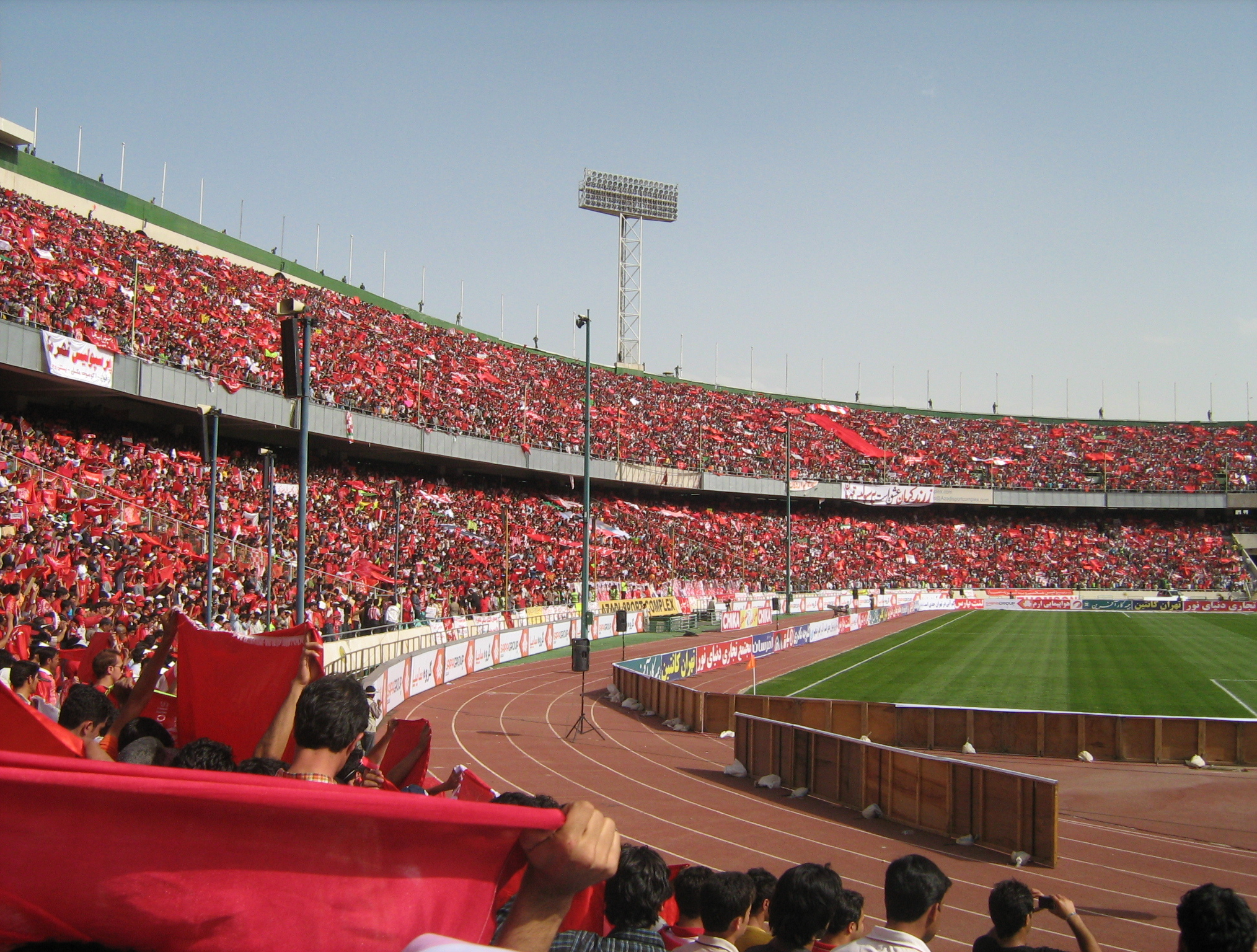
2008年5月17日超過110,000名球迷進入阿薩迪體育場觀看柏斯波利斯對沙巴罕的比賽

柏斯波利斯是德黑蘭打吡的其中一方，另一方為艾斯迪格拿。雙方繼承前身沙恩及皇冠的宿敵關係，雙方對碰亦成為伊朗的一件盛事。自從沙恩的球員轉投柏斯波利斯後，球隊成為伊朗的強隊。而皇冠則成為皇室球隊，得到伊朗國王穆罕默德·礼萨·巴列维的支持。由於雙方都是伊朗最強及最成功的球隊，兩隊經常互相爭奪錦標。
另一隊主要競爭對手則是來自伊斯法罕的球隊沙巴罕。兩隊均源自沙恩，柏斯波利斯在早年吸納了不少沙恩的球員加盟，而沙巴罕則是沙恩的其中一個分支。踏入2000年代，來自伊斯法罕的沙巴罕及佐阿漢實力增強。於2002-03年球季在職業聯賽及哈茲菲盃兩項全國錦標均由伊斯法罕的球隊取得勝利，直接威脅德黑蘭球隊的地位。因此，德黑蘭及伊斯法罕的競爭亦成為兩隊敵對的其中一個因素。

### 歷任球隊隊長
| #  | 名字                     | 國籍        | 效力時間            | 隊長任期  | 球衣 號碼 |
| -- | ------------------------ | ----------- | ------------------- | --------- | --------- |
| 1  | 哈米德·賈斯米亞          | 伊朗        | 1967–1970           | 1967–1970 | 5         |
| 2  | 布沃克·華坦克哈          | 伊朗        | 1967–1974           | 1971–1972 | 6         |
| 3  | 胡馬雲·比扎德            | 伊朗        | 1967–1974           | 1972–1974 | 10        |
| 4  | 賈法爾·卡沙尼            | 伊朗        | 1967–1974           | 1974      | 4         |
| 5  | 艾巴謙·阿什坦尼          | 伊朗        | 1967–1976           | 1974–1975 | 2         |
| 6  | 阿里·柏文                | 伊朗 · 伊朗 | 1970–1988           | 1975–1988 | 7         |
| 7  | 穆罕默德·派扎尼          | 伊朗        | 1976–1994           | 1988–1992 | 5         |
| 8  | 法歇德·派普              | 伊朗        | 1985–1988 1989–1998 | 1992–1996 | 17        |
| 9  | 莫塔巴·穆哈拉米          | 伊朗        | 1988–1997           | 1996      | 8         |
| 10 | 艾哈邁德·雷薩·阿貝扎迪赫 | 伊朗        | 1994–2000           | 1996–2000 | 1         |
| 11 | 阿夫什因·佩洛瓦尼        | 伊朗        | 1993–2004           | 2000–2003 | 5         |
| 12 | 阿里·代伊                | 伊朗        | 1994–1996 2003–2004 | 2003–2004 | 10        |
| 13 | 卡拉姆·巴蓋里            | 伊朗        | 1996–1997 2002–     | 2004–     | 6         |

## 現役球員
| 编号  | 国籍       | 球员名字                                    | 位置   | 出生年份       |       |       |       |
| 门 将 | 门 将      | 门 将                                       | 门 将  | 门 将          | 门 将 | 门 将 | 门 将 |
| ----- | ---------- | ------------------------------------------- | ------ | -------------- | ----- | ----- | ----- |
| 1     | 伊朗       | 阿里禮薩·貝蘭萬德（Alireza Beiranvand）     | 门将   | 1992年9月21日  |       |       |       |
| 22    | 伊朗       | 阿米尔雷扎·拉菲伊                           | 门将   | 2002年4月21日  |       |       |       |
| 44    | 伊朗       | 马赫尔沙德·阿萨迪                           | 门将   | 2001年10月7日  |       |       |       |
| 99    | 伊朗       | 艾哈迈德·戈哈里                             | 门将   | 1996年1月12日  |       |       |       |
| 后 卫 |            |                                             |        |                |       |       |       |
| 3     | 伊朗       | 法尔沙德·法拉吉                             | 中后卫 | 1994年4月7日   |       |       |       |
| 5     | 伊朗       | 丹尼尔·埃斯迈利法                           | 边后卫 | 1993年2月26日  |       |       |       |
| 6     | 伊朗       | 阿里·内马蒂                                 | 中后卫 | 1995年4月8日   |       |       |       |
| 8     | 伊朗       | 莫尔塔扎·普拉利甘吉（Morteza Pouraliganji） | 中后卫 | 1992年4月19日  |       |       |       |
| 15    | 伊朗       | 阿布法兹勒·苏莱曼尼                         | 中后卫 | 2001年4月19日  |       |       |       |
| 30    | 格鲁吉亚   | 乔治·格韦列西阿尼                           | 中后卫 | 1991年5月15日  |       |       |       |
| 37    | 伊朗       | 阿里雷扎·巴拜                               | 边后卫 | 2003年1月22日  |       |       |       |
| 38    | 伊朗       | 阿里·朱达基                                 | 边后卫 | 2000年8月27日  |       |       |       |
| 66    | 塔吉克斯坦 | 瓦赫达特·汉诺诺夫                           | 中后卫 | 2000年7月25日  |       |       |       |
| 中 场 |            |                                             |        |                |       |       |       |
| 2     | 伊朗       | 奥米德·阿利沙赫                             | 中场   | 1992年1月10日  |       |       |       |
| 7     | 伊朗       | 苏洛什·拉菲尔                               | 前腰   | 1990年3月24日  |       |       |       |
| 9     | 伊朗       | 梅赫迪·托拉比（Mehdi Torabi）               | 边锋   | 1994年9月10日  |       |       |       |
| 10    | 伊朗       | 米拉德·萨尔拉克（Milad Sarlak）             | 后腰   | 1995年3月26日  |       |       |       |
| 11    | 伊朗       | 卡马尔·卡马亚比尼亚                         | 后腰   | 1989年1月18日  |       |       |       |
| 18    | 伊朗       | 西娜·阿萨德吉                               | 后腰   | 1997年7月17日  |       |       |       |
| 19    | 伊朗       | 瓦希德·阿米里                               | 边锋   | 1988年4月2日   |       |       |       |
| 21    | 伊朗       | 萨伊德·萨德吉                               | 边锋   | 1994年4月25日  |       |       |       |
| 80    | 伊朗       | 穆罕默德沙·奥姆里                           | 边锋   | 2000年3月1日   |       |       |       |
| 88    | 伊朗       | 赛厄马克·内马迪                             | 边锋   | 1994年4月17日  |       |       |       |
| 前 锋 |            |                                             |        |                |       |       |       |
| 15    | 伊朗       | 迈赫迪·阿卜迪（Mehdi Abdi）                 | 前锋   | 1998年12月3日  |       |       |       |
| 25    | 马里       | 谢赫·迪亚巴特（Cheick Diabaté）             | 前锋   | 1988年4月25日  |       |       |       |
| 31    | 伊朗       | 阿里雷扎·霍达达迪                           | 前锋   | 2002年10月20日 |       |       |       |
| 72    | 伊朗       | 伊萨·阿莱卡希尔                             | 前锋   | 1990年2月7日   |       |       |       |
| 91    | 巴西       | 利昂德罗·佩雷拉                             | 前锋   | 1991年7月3日   |       |       |       |

## 領隊

### 著名領隊
只列出曾帶領球隊奪得冠軍獎盃的領隊。
| 名字            | 國籍        | 任教時期                      | 冠軍獎盃 |
| --------------- | ----------- | ----------------------------- | --- |
| 阿倫·羅傑斯     | 英格兰      | 1971–1976                     | 伊朗聯賽: 1971年 冠軍 塔赫·詹姆希德盃: 1973-74年 冠軍 |
| 布沃克·華坦克哈 | 伊朗        | 1976                          | 塔赫·詹姆希德盃: 1975-76年 冠軍 |
| 阿里·柏文       | 伊朗        | 1980–1993 1998–2003 2005–2006 | 伊朗職業足球聯賽: 2001-02年 冠軍 伊朗甲組足球聯賽: 1998-99年, 1999-00年 冠軍 6月17日聯賽: 1988年 冠軍 德黑蘭省聯賽: 1982年, 1984年, 1986年, 1987年, 1988年, 1989年 冠軍 德黑蘭哈茲菲盃: 1982年, 1987年 冠軍 哈茲菲盃: 1987年, 1991年, 1999年 冠軍 亞洲盃賽冠軍盃: 1991年 冠軍 |
| 史坦高·薄明高域 | 克罗地亚    | 1994–1997                     | 伊朗甲組足球聯賽: 1995-96年, 1996-97年 冠軍 |
| 阿夫什因·高特比 | 伊朗 · 美国 | 2007–2008                     | 伊朗職業足球聯賽: 2007-08年 冠軍 |

### 職業聯賽領隊
本表只列出伊朗職業聯賽的領隊
| 姓名              | 國籍        | 自         | 至         | 紀錄 | 紀錄 | 紀錄 | 紀錄 | 紀錄 | 紀錄                                   |
| 姓名              | 國籍        | 自         | 至         | 戰   | 勝   | 和   | 負   | 勝率 | 成績                                   |
| ----------------- | ----------- | ---------- | ---------- | ---- | ---- | ---- | ---- | ---- | -------------------------------------- |
| 阿里·柏文         | 伊朗        | 2001年     | 2003年     | 52   | 24   | 21   | 7    | 46%  | (01–02) 冠軍, (02–03) 季軍             |
| 文高·比高域       | 克罗地亚    | 2003年     | 2004年     | 26   | 10   | 9    | 7    | 38%  | 第5名                                  |
| 賴納·索貝爾       | 德国        | 2004年     | 2005年     | 30   | 16   | 7    | 7    | 53%  | 第4名                                  |
| 阿里·柏文         | 伊朗        | 2005年     | 2006年     | 21   | 7    | 7    | 7    | 33%  | (至第21週) 第9名                       |
| 阿里·哈恩         | 荷兰        | 2006年2月  | 2006年8月  | 9    | 2    | 4    | 3    | 22%  | 第9名                                  |
| 穆斯塔法·丹尼斯利 | 土耳其      | 2006年     | 2007年     | 30   | 14   | 11   | 5    | 47%  | 季軍                                   |
| 阿夫什因·高特比   | 伊朗 · 美国 | 2007年8月  | 2008年11月 | 48   | 24   | 15   | 9    | 50%  | (07–08) 冠軍, (08–09) (至第14週) 第4名 |
| 阿夫什因·佩洛瓦尼 | 伊朗        | 2008年11月 | 2009年2月  | 11   | 6    | 3    | 2    | 55%  | (08–09) (至第25週) 第3名               |
| 尼路·文加達       | 葡萄牙      | 2009年2月  | 2009年5月  | 9    | 3    | 3    | 3    | 33%  | 第5名                                  |

## 榮譽

### 全國錦標
- 伊朗職業足球聯賽（頂級聯賽） / 伊朗甲組足球聯賽（頂級聯賽） / 塔赫·詹姆希德盃（頂級聯賽） [28][29][30][31]

冠軍 (11): 1971–72, 1973–74, 1975–76, 1995–96, 1996–97, 1998–99, 1999–00, 2001–02, 2007–08, 2016–17, 2017–2018
- 伊朗聯賽（官方不承認的頂級業餘聯賽）

冠軍: 1971

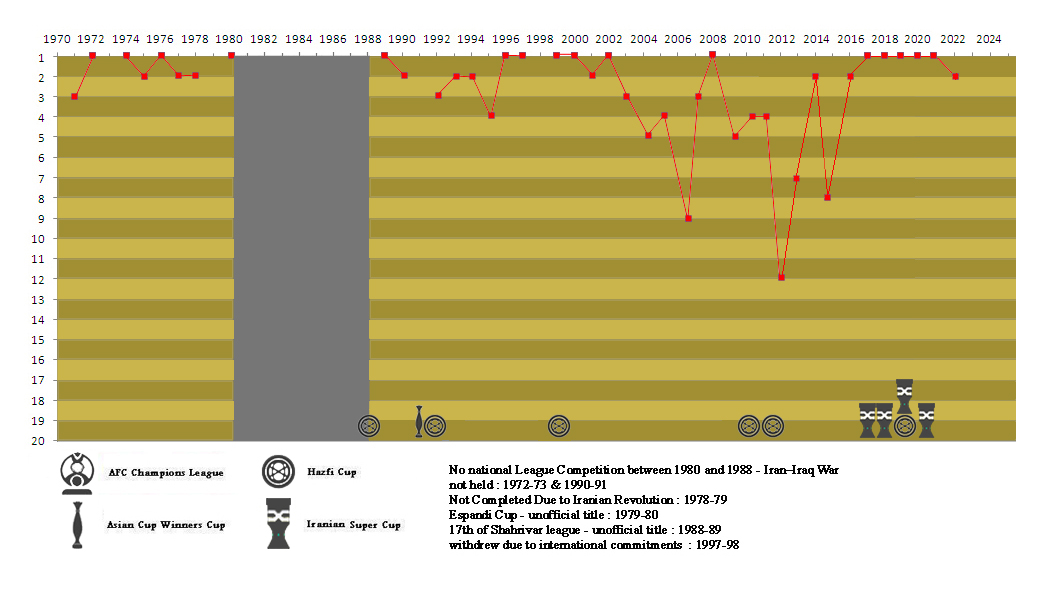
柏斯波利斯歷屆球季的聯賽排名

- 薩義德·艾士潘迪盃（官方不承認的頂級比賽）

冠軍: 1979
- 6月17日聯賽（官方不承認的頂級比賽）

冠軍: 1988
- 哈茲菲盃

冠軍 (3): 1987, 1991, 1999

### 省級錦標
- 德黑蘭省聯賽

冠軍 (6): 1982年, 1984年, 1986年, 1987年, 1988年, 1989年
- 德黑蘭超級盃

冠軍 : 1992年
- 德黑蘭哈茲菲盃

冠軍 (3): 1979年, 1982年, 1987年

### 亞洲錦標
- 亞洲盃賽冠軍盃

冠軍: 1991年

## 贊助
| - 主贊助商 - 瑪利朗 - 官方贊助 - Iran Tourism Development Corporation - 官方球衣製造商 - 优斯宝 | - 官方贊助 - 伊朗阿塞曼航空 - 官方飲品贊助 - Damavand Mineral Water Co. （页面存档备份，存于） - 互聯網服務贊助 - Datanet |

### 職業聯賽球衣贊助及製造商
| 球季    | 球衣製造商                  | 球衣贊助                                                           |
| ------- | --------------------------- | ------------------------------------------------------------------ |
| 2001–02 | Nahangi Jouraban            | 百事可樂 , NEC , Tidi （页面存档备份，存于）                       |
| 2002–03 | Jouraban 戴伊運動服裝及裝備 | 三星                                                               |
| 2003–04 | Jouraban 戴伊運動服裝及裝備 | ParsTV （页面存档备份，存于）                                      |
| 2004–05 | Nahangi                     | Jaguar Delster                                                     |
| 2005–06 | Nahangi                     | BOMBA （页面存档备份，存于） , 戴瑞奇大酒店 , Shahr Aftab , 佐丹奴 |
| 2006–07 | Hessari                     | 馬漢航空 , ECUT （页面存档备份，存于） , 伊朗MTN移動               |
| 2007–08 | 优斯宝                      | City Credit Cooperative , Shahrvand Chain Stores                   |
| 2008–09 | 优斯宝                      | 瑪利朗                                                             |

### 外部連結
- （波斯文） Official club website （页面存档备份，存于）
- （波斯文） Persepolis IPL Stats
- （波斯文） Club News website （页面存档备份，存于）
- （波斯文） Parsfootball Page
- （英文） Soccerway Page （页面存档备份，存于）
- （英文） worldfootball Page （页面存档备份，存于）
- （波斯文） Persepolis Fan Club website （页面存档备份，存于）
- （波斯文） Iran Football Fans website （页面存档备份，存于）
- （波斯文） F.C.Persepolis Fan Club website （页面存档备份，存于）
- （英文） Persepolis Fan Club Forum （页面存档备份，存于）
- Free online TV （页面存档备份，存于）